# Deux-Jumeaux
Deux-Jumeaux è un comune francese di 78 abitanti situato nel dipartimento del Calvados nella regione della Normandia.

## Società

### Evoluzione demografica
Abitanti censiti